# 傰宗
傰宗（前1世纪—前29年），西汉後期关中民众起义首领。
汉成帝建始三年（前30年），傰宗率数百人据南山（即陕西秦岭终南山）起义。起义军攻掠官府，杀官吏，封锁道路，汉廷为之震动，京城长安警戒。汉政府任原弘农郡太守傅刚为校尉率千余射士逐捕，不能成功。汉朝两任京兆尹王昌、甄尊都因镇压不力被罢官。京兆、河内郡官吏多被贬职。建始四年（前29年），汉成帝派守京辅都尉、行京兆尹事王尊前往镇压，旬月间起义失败。